# Zaderevaci, Strîi
Zaderevaci (în ucraineană Задеревач) este un sat în comuna Volea-Zaderevațka din raionul Strîi, regiunea Liov, Ucraina.

## Demografie
Componența lingvistică a localității Zaderevaci
     Ucraineană (99,5%)
     Alte limbi (0,5%)
Conform recensământului din 2001, majoritatea populației localității Zaderevaci era vorbitoare de ucraineană (99,5%), existând în minoritate și vorbitori de alte limbi.